# Aldoleno
Aldoleno (em latim: Aldolenus) ou Audoleno (em latim: Audolenus) foi um franco de Etampes do século VI, pai de Bossão. Não se sabe sua posição social, mas pensa-se que era notável.